# María Baxa
María Baxa, cirill: Марија Бакса (Eszék, 1946. április 15. – Belgrád, 2019. november 14.) szerb színésznő.

## Életútja
Eszéken született. Az 1967-es Bokseri idu u raj című filmben debütált. Az 1970-es években főleg olasz filmekben szerepelt és olasz állampolgárságot is szerzett. Az 1980-as évek végén felhagyott a filmezéssel és építészként dolgozott.

## Filmjei
Mozifilmek
- Bokseri idu u raj (1967)
- Mlad i zdrav kao ruza (1971)
- Le belve (1971)
- Cosa Nostra – A Valachi-ügy (The Valachi Papers) (1972)
- Boccaccio (1972)
- Il terrore con gli occhi storti (1972)
- Sötét Torino (Torino nera) (1972)
- Il prode Anselmo e il suo scudiero (1972)
- Szerelmi leckék (Spogliamoci così, senza pudor...) (1976)
- Per amore di Poppea (1977)
- Un amore così fragile, così violento (1978)
- Candido erotico (1978)
- Incontri molto... ravvicinati del quarto tipo (1978)
- Il commissario Verrazzano (1978)
- Gegè Bellavita (1978)
- Belli e brutti ridono tutti (1979)
- Gardenia il giustiziere della mala (Gardenia) (1979)
- Kiklop (1982)
- Fojtogató fojtogató ellen (Davitelj protiv davitelja) (1984)
- Russicum – I giorni del diavolo (1988)
- Brija (2012, rövidfilm)

Tv-filmek
- I grandi camaleonti (1964)
- Settimo anno (1978)
- Il giovane dottor Freud (1982)
- A küklopsz (Kiklop) (1983)

Tv-sorozatok
- Il circolo Pickwick (1968, három epizódban)
- Obraz uz obraz (1973, egy epizódban)